# Ash Ra Tempel (Album)
Ash Ra Tempel ist das Debüt-Album der gleichnamigen Band und wurde im Jahr 1971 veröffentlicht. Es wurde an nur einem Tag in Hamburg eingespielt und von Conny Plank produziert. Es verbindet Elemente des Psychedelic Rock, Krautrock und frühe Elemente des Electronica.
Auf diesem Album spielen Szenegrößen wie Klaus Schulze und Manuel Göttsching, der hier debütierte. Beide erlangten mit Solokarrieren später Bekanntheit.

## Titelliste
- Geschrieben und arrangiert von Ash Ra Tempel:

1. Amboss – 19:40
2. Traummaschine – 25:24

## Besetzung
- Manuel Göttsching: Gibson SG, Gesang, Synthesizer
- Klaus Schulze: Schlagzeug, Perkussion, Synthesizer
- Hartmut Enke: Gibson-E-Bass

| Professionelle Bewertung | Professionelle Bewertung |
| ------------------------ | ------------------------ |
| Quelle                   | Bewertung                |
| Allmusic                 | [ 1 ]                    |

## Produktion
- Produktion von Conny Plank
- Coverdesign von Bernd Bendig